# Хармелін Юрій Аркадійович
Юрій Аркадійович Хармелін (23 травня 1954 , Кишинів  — 8 серпня 2020 , Кишинів ) - радянський і молдовський театральний режисер і педагог. Майстер мистецтв (Maestru în Artă; 2000) та Заслужена людина (Om Emerit; 2007) Республіки Молдова. Засновник та беззмінний головний режисер кишинівського театру « З вулиці Троянд» (1978-2020). Почесний громадянин Кишинева (2014).

## Життєпис
Юрій Хармелін народився 1954 року в Кишиневі  . У 1977 році закінчив П'ятигорський державний інститут іноземних мов за спеціальністю «Викладач англійської та німецької мов» та одночасно за загальним факультетом як керівник шкільного гуртка. Працював учителем у сільській школі в Чечено-Інгушській АРСР, з 1978 року - викладачем англійської та німецької мов і піонервожатим у кишинівській середній школі № 55 на вулиці Роз . У тому ж році заснував у цій школі самодіяльний театр, що вже наступного року став першим у СРСР шкільним народним театром юного глядача . 1985 року закінчив режисерське відділення Театрального училища імені Бориса Щукіна.
У 1988 році під його керівництвом театр школи № 55 отримав статус міського театру-студії  і в школі вперше в країні були утворені два старші класи з театральною спеціалізацією під егідою Кишинівського інституту мистецтв імені Г. В. Музическу (випускники цих класів проходили спеціальний відбір для подальшого навчання на створеному в тому ж 1988 році факультеті театрального мистецтва цього інституту, де у Юрія Хармеліна був свій курс)  . Курс викладання акторської майстерності та інших пов'язаних із театром предметів було розроблено Юрієм. Хармеліним. У 1992 році ця студія відокремилася від школи, переїхала в окреме приміщення і перетворилася на Театр з вулиці Троянд, у 2008 році став державним (з 2019 року - Державний молодіжний драматичний театр «З вулиці Троянд» імені Юрія Хармеліна)   . Юрій Хармелін був директором, художнім керівником та постановником всіх спектаклів колективу протягом 42-х сезонів  .
Згодом Юрієм Хармеліним на основі цього театру було створено унікальну освітню систему, що включала спеціалізований театральний ліцей та театральний факультет, де випускники ліцею могли продовжити навчання за спеціальністю  . З 1995 року - засновник і директор авторського навчального закладу - Міського театрального ліцею , з навчанням з 1-го по 12-ий клас, де крім загальноосвітніх предметів викладаються спеціальні театральні дисципліни (акторська майстерність, сценічна мова, хореографія, сольфеджіо інструмент до 5-го класу, потім сценічний рух, ритміка, вокал, історія театру та у старших класах (фехтування)  . З 2001 року засновник та ректор Міжнаціональної академії культури, театрального мистецтва та менеджменту (з 2005 року – декан створеного на основі цієї академії театрального факультету Слов'янського університету Молдови )  .
За 42 роки роботи в театрі « З вулиці Троянд» здійснив понад 250 постановок російських та зарубіжних авторів  . Зробив кілька постановок у Російському драматичному театрі імені А. П. Чехова, Республіканський театр «Лучаферул» та інші театральні колективи. Багато п'єс було перекладено російською мовою з англійської та німецької мов самим Хармеліним спеціально для здійснених ним постановок, у деяких спектаклях він брав участь як актор і сценограф  .
У 2008 році організував щорічний міжнародний театральний фестиваль камерних театрів та вистав малих форм «Молдфест.Рампа.Ру» . Історії театру та аналізу режисури Юрія Хармеліна присвячена монографія Тетяни Котович "Державний молодіжний драматичний театр "З вулиці Троянд"" ( Вітебськ : Вітебський державний університет імені П. М. Машерова, 2014. - 514 с.)   . Серед учнів Ю. А. Хармеліна в Кишинівському інституті мистецтв - Юрій Деркач (1992), Сергій Тушов (1995)   ; більшість акторів ДМДТ «З вулиці Троянд» - випускники театрального ліцею та курсу Хармеліна на театральному факультеті Слов'янського університету  .

## Родина
- Мати - Сарра Марківна Хармеліна (1923-1992).
- Перша дружина – Наталія Борисівна Литв'як.
  - Донька - Ганна (нар. 1978)
- Друга дружина (з 1981 року) - Стелла Хармеліна, директор кишинівського Єврейського культурного центру КЕДЕМ [17] .
  - Діти - Ірина та Роман [18] .

## Творчість[19]

### Постановки у театрі
| Театральный сезон | Постановки |
| ----------------- | --- |
| 1978—1979         | - А. Салынский, «Барабанщица», драма - Б. Васильев, «А зори здесь тихие», драма - А. Ремез, «Был выпускной вечер», песнь о любви и дружбе - А. Линдгрен, «Пеппи Длинныйчулок», музыкально-цирковое представление - Э. Успенский, «Чудеса с доставкой на дом», новогодняя сказка |
| 1979—1980         | - В. Маяковский, «Разговор с товарищем Лениным о дряни», сатирическое представление - А. Чехов, «Медведь», комедия-шутка - Н. Гоголь, «Ревизор», трагедия города N - О. Михайлова, «Царевна-лягушка», откровенный разговор                                                      |
| 1980—1981         | - В. Коростылёв, «Путешествие в старую сказку», сказка для детей - В. Аграновский, «Остановите Малахова», драматическое исследование - Г. Боровик, «Интервью в Буэнос-Айресе», политическая драма                                                                               |
| 1981—1982         | - Б. Васильев, «В списках не значился...», драма - А. Хмелик, «А всё-такие она вертится», комедия |
| 1982—1983         | - Г. Горин, «Ах, в эти средние века...», героическая комедия по мотивам романа Шарля де Костера «Легенда об Уленшпигеле» - С. Злотников, «Команда», трагикомедия - Н. Хантер, «Поединок в подвале», драма                                                                       |
| 1983—1984         | - М. Шатров, «Синие кони на красной траве», опыт публицистическоей драмы - К. Чуковский, «Путаница», музыкально-сатирическое представление для детей и взрослых - А. Кузнецов, «Разбитое окно», школьная история                                                                |
| 1984—1985         | - М. Рощин, «Эшелон», повесть для театра - М. Булгаков, «Мастер и Маргарита», инсценированные страницы романа - К. Сергиенко, «Прощай, овраг», притча - Е. Шварц, «Красная шапочка», сказка для детей                                                                           |
| 1985—1986         | - Ф. Достоевский, «Преступление и наказание», инсценированные страницы романа - Г. Полонский, «Никто не поверит», притча о любви - А. Володин, «Две стрелы», детектив каменного века                                                                                            |
| 1986—1987         | - В. Синакевич, «Гадкий утёнок», представление по мотивам сказки Г. Х. Андерсена - Л. Разумовская, «Дорогая Елена Сергеевна», драма - Г. Полонский, «Не покидай!», сказка |
| 1987—1988         | - Л. Филатов, «Про Федота-стрельца, удалого молодца», комедия-сувенир - К. Гольдони, «Трактирщица», комедия |
| 1988—1989         | - С. Мрожек, «Полиция», комедия-фарс - В. Шекспир, «Ромео и Джульетта», народная трагедия - Н. Слепакова, «Бонжур, мсье Перро!», музыкальное представление по мотивам сказки Шарля Перро «Кот в сапогах»                                                                        |
| 1989—1990         | - А. Шипенко, «Ла фюнф ин дер люфт!», сцены из жизни - В. Левашов, «ЧМО», послесловие к приговору - Б. Лейбоу, «А шэйн мэйдл», драма - Т. Уайлдер, «Наш городок», рассказ о жизни                                                                                               |
| 1990—1991         | - С. Злотников, «Команда», трагикомедия (премьера с новым актёрским составом) - Е. Шварц, «Голый король», сказка для детей и взрослых - «Это было, было...», ретро-комедия, придуманная театром                                                                                 |
| 1991—1992         | - Н. Гоголь, «Мёртвые души», народная драма - С. Мрожек, «Танго», трагикомедия - В. Коростылёв, «Однажды в старой Дании», сказка по мотивам произведений Г. Х. Андерсена |
| 1992—1993         | - Л. Петрушевская, Э. де Филиппо, С. Злотников, Н. Степакова, «Любовь», лирическая комедия - С. Стратиев, «Автобус», трагикомедия - А. Вампилов, «Утиная охота», драма |
| 1993—1994         | - С. Мрожек, «Эмигранты», трагикомедия - Н. Лесков, «Леди Макбет Мценского уезда», драма - Ж.-П. Сартр, «За закрытыми дверями», психологический этюд |
| 1994—1995         | - А. Волков, «Волшебник Изумрудного города», сказка - У. Шекспир, «Король Лир», трагедия |
| 1995—1996         | - Д. Хармс, «Полёт в небеса», полёт в стиле Хармса - А. Островский, «Гроза», драма - Н. Коляда, «Америка России подарила пароход», драма |
| 1996—1997         | - С. Маршак, «Мистер Твистер», мюзикл - А. Толстой, «Приключения Буратино в Стране дураков»,сказка о людях и куклах |
| 1997—1998         | - М. Лермонтов, «Маскарад», драма - К. Чуковский, «Доктор Айболит», музыкальная сказка |
| 1998—1999         | - А. Пушкин, «Сказка о попе и работнике его Балде», мюзикл - В. Маяковский, «Клоп», сатирическая комедия |
| 1999—2000         | - В. Коростылёв, «Варшавский набат», грустное цирковое представление - М. Еминеску, «Лучафэрул», поэтическая история - Шолом-Алейхем, «У нас в Касриловке», музыкальная комедия                                                                                                 |
| 2000—2001         | - А. Островский, «Гроза», эротическая мелодрама - И. Шрайбман, «Творения и любовь», исповедь - С. Маршак, «Мистер Твистер», мюзикл - А. Левин, «Кантор», лирическая комедия |

У Російському драматичному театрі А. П. Чехова поставив вистави "Королева-мати", "За двома зайцями" українського письменника Михайла Старицького, «Чарівник Смарагдового міста» Олександра Волкова . У Республіканському театрі «Лучаферул» поставив спектакль «Танго» Славомира Мрожека молдовською мовою  .
Як актор Юрій Хармелін брав участь у двох кінострічках (« Заєць над безоднею» та « Жіночі мрії про далекі країни») знявшись в епізодах.

## Нагороди і премії
- Орден Республіки ( 16 листопада 2017 року ) — на знак визнання особливих заслуг у розвитку та просуванні театрального мистецтва, за значний внесок у утвердження культурних цінностей та високу творчу майстерність [20] .
- Орден «Трудова слава» ( 28 лютого 2012 року ) — за багаторічну плідну діяльність у галузі культури, заслуги у пропаганді духовних цінностей та внесок у естетичне виховання молодого покоління [21] .
- Медаль Пушкіна ( 28 жовтня 2014 року, Росія ) — за великий внесок у зміцнення дружби та співпраці з Російською Федерацією, збереження та популяризацію російської мови та культури за кордоном  .
- Maestru în Artă ( 31 жовтня 2000 року ) — за заслуги у розвитку художньої освіти, значний внесок у пропаганду театрального мистецтва та високий професіоналізм [22] .
- Om Emerit ( 28 травня 2007 року ) - за багаторічну плідну працю в галузі освіти, внесок у вдосконалення навчально-виховного процесу та активну організаційно-методичну діяльність [23] .
- Почесний громадянин Кишинева (2014)  [24] .
- Заслужений діяч освіти Республіки Молдова.
- Премія імені народного артиста СРСР Кирила Лаврова (2018) [25]  .
- Міждержавна премія СНД «Зірки Співдружності» за 2019 [26] .